# Mau Aima
Mau Aima is een nagar panchayat (plaats) in het district Prayagraj van de Indiase staat Uttar Pradesh.

## Demografie
Volgens de Indiase volkstelling van 2001 wonen er 17.962 mensen in Mau Aima, waarvan 52% mannelijk en 48% vrouwelijk is. De plaats heeft een alfabetiseringsgraad van 61%.